# SARS-CoV-2

Het genoom van SARS-CoV-2

SARS-CoV-2 (voorheen bekend als 2019-nCoV) is een virus dat de besmettelijke luchtwegaandoening COVID-19 bij mensen veroorzaakt. Besmetting met het virus heeft in 2020 een pandemie tot gevolg gehad. SARS-CoV-2 is een virusstam uit het geslacht betacoronavirussen uit de onderfamilie van coronavirussen. Er wordt verondersteld dat het virus een zoönotische oorsprong heeft.

## Structuur

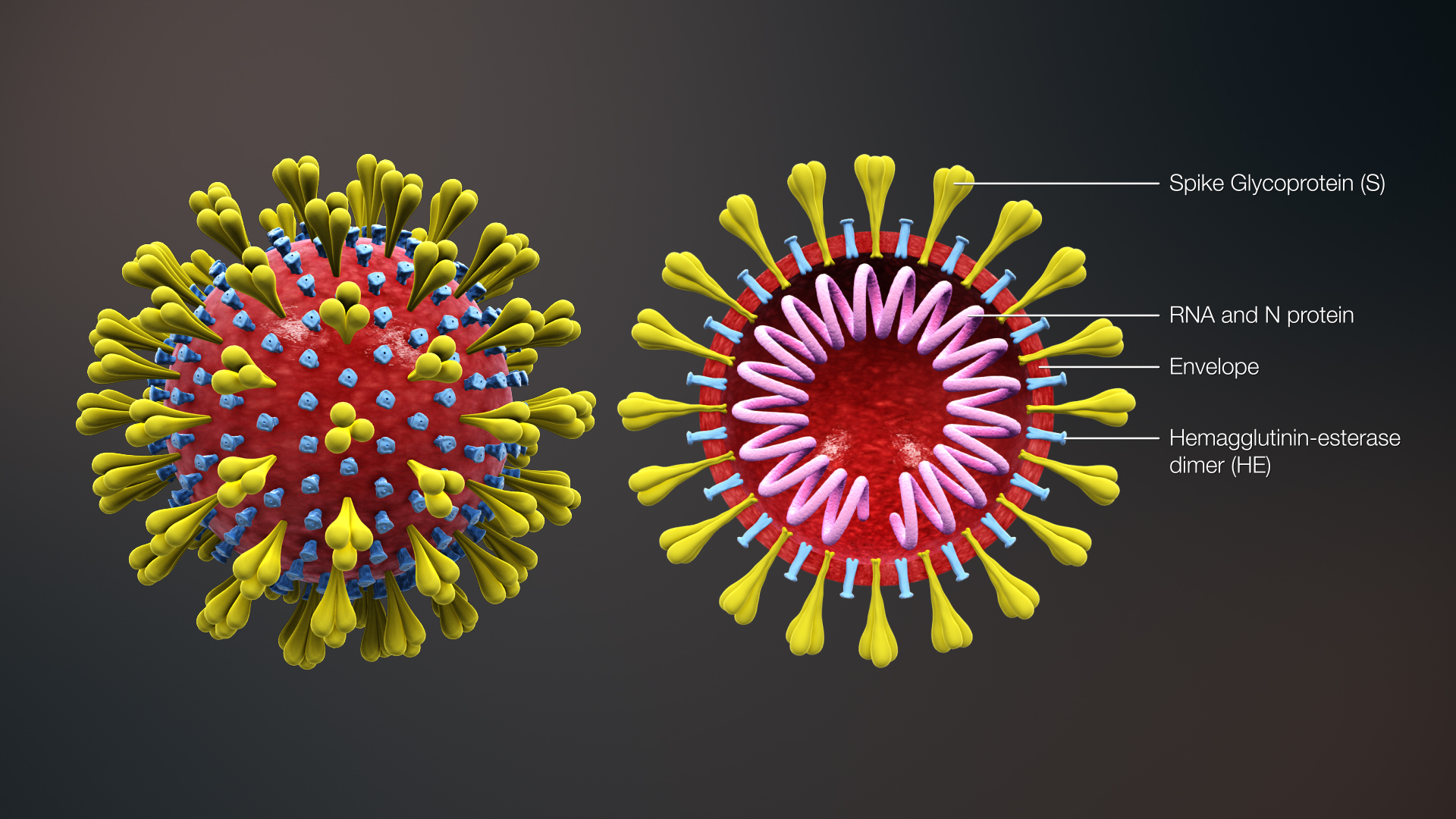

Het virus bestaat uit het virusgenoom omgeven door een bolvormige virusenvelop, een voornamelijk uit lipiden bestaand membraan. In die virusenvelop bevinden zich verder het membraaneiwit, dat een sleutelrol speelt in de vorm van de virusenvelop, en kleine hoeveelheden van het envelopeiwit, dat betrokken is bij diverse processen in de vermeerderingscyclus van het virus. Op de membraan zitten grote uitsteeksels, de spike-eiwitten. Deze bestaan elk uit drie glycoproteïnen – eiwitten met een suikergroep eraan – die een sleutelrol spelen bij hechting aan receptoren op de membranen van dierlijke cellen.
Het genoom van SARS-CoV-2 heeft een lengte van 29.903 nucleotiden en bestaat uit verschillende genen die coderen voor de eiwitten waaruit het virus is opgebouwd.
Er zijn ten minste 87 regio's in het RNA geïdentificeerd die naar alle waarschijnlijkheid duidelijke, compacte structuren vormen. Minstens tien procent van die structuren staan onder sterke evolutionaire selectiedruk in coronavirussen, wat er op duidt dat ze een functie hebben. 
Er zijn kleine holtes in een aantal RNA-structuren die kunnen dienen als doelwit voor kleine moleculen om de werking van het virus-RNA te blokkeren. Er zijn ook delen in het virus-RNA die geen structuur bevatten, zodat het enkelstrengs-RNA niet is afgeschermd. Op die plekken is het mogelijk om antisense-therapie in te zetten.
Aan het modelleren van de virusstructuur en de functies wordt anno 2022 nog steeds verder gewerkt. Een bron van openbaar toegankelijke correcties en modellen is de Coronavirus Structural Task Force.

## Fylogenie en taxonomie
Dit virus behoort tot de familie van coronavirussen. Deze behoren tot de positief enkelstrengs RNA-virussen en worden zo genoemd vanwege de 'krans' ('corona' betekent 'krans' of 'kroon' in het Latijn) rond de losse virusdeeltjes (virionen).
Van de bekende coronavirussen is er een zevental in staat om mensen te infecteren. De ziekteverschijnselen variëren van een onschuldige verkoudheid tot ernstigere aandoeningen zoals Middle East respiratory syndrome (MERS) en Severe Acute Respiratory Syndrome (SARS). SARS-CoV-2 is op grond van de genetische overeenkomsten ingedeeld bij de SARS-gerelateerde coronavirussen, wat niet betekent dat COVID-19 dezelfde ziekte is als SARS: het gemiddelde beloop en de besmettelijkheid wijken af.
Bij het vergelijken van het genoom van dit virus met andere bekende virussen, werd een overeenkomst van 80% met het SARS-CoV gevonden en een overeenkomst van 96% met sommige coronavirussen die bij vleermuizen voorkomen. De kans dat SARS-CoV-2 op natuurlijke wijze geëvolueerd is uit deze vleermuizen is echter extreem klein, aangezien hier normaal gesproken zo'n 50 jaar, maar ten minste 20 jaar aan natuurlijke selectie overheen gaat. De WHO kwam in maart 2021 met een rapport waaruit blijkt dat de eerste transmissie van dieren naar mensen direct heeft plaatsgevonden, of indirect via besmet voedsel of een andere gastheer. Daarnaast beschouwt de WHO een niet-zoönotische transmissie door een lab incident als vierde mogelijkheid.
Een reconstructie van de fylogenetische stamboom van het virus-genoom maakte aannemelijk dat het virus geen lange evolutie heeft gehad in menselijke gastheren, voordat het in Wuhan opdook. De eerste overdracht op mensen vond waarschijnlijk in november of december 2019 plaats.

### Varianten
Door de analyse van de stamboom en het benoemen en vervolgen van zijn verschillende takken probeert men inzicht te krijgen in factoren die de verspreiding beïnvloeden. Een op 25 november 2020 gepubliceerd wetenschappelijk onderzoek beschreef dat de tot dan toe onderzochte mutaties, ruim vijfenveertigduizend, op zichzelf geen effect leken te hebben op de verspreidingssnelheid. De selectiedruk op het virus neemt toe naarmate meer mensen geïnfecteerd zijn geweest of gevaccineerd zijn of als het aantal besmettingen hoog is tijdens een lange vaccinatietijd.
In de herfst van 2020 vonden onderzoekers in Zuidoost-Engeland de  alfavariant, in de media aanvankelijke de 'Britse variant' genoemd, die theoretisch besmettelijker zou kunnen zijn op basis van de mutaties in het spike-eiwit. De vondst correleerde met een stijging van de incidentie aldaar, die echter ook te verklaren is met een stichtereffect. Sommige beleidsmakers zagen in deze variant, in tegenstelling tot de onderzoekers, een directe bedreiging en namen maatregelen om een uitbreiding in te perken. Andere experts vonden de bewijslast dun.
In Zuid-Afrika werd eind 2020 de  bètavariant (in de media ook wel de 'Zuid-Afrikaanse variant' genoemd) gevonden. Deze werd in Zuid-Afrika snel dominant, hetgeen wijst op een grotere besmettelijkheid.
De gammavariant (in de media ook wel de 'Braziliaanse variant' genoemd) werd voor het eerst aangetroffen in Japan bij 4 reizigers uit Brazilië. In december 2020 bleek deze relatief vaak voor te komen in de Braziliaanse deelstaat Amazonas.

## Naamgeving
Tijdens de pandemie noemden mensen het virus vaak kortweg ‘het coronavirus’, hoewel deze naam eigenlijk een veel ruimere groep van virussoorten aanduidt.
Aanvankelijk had het virus uiteraard nog geen eigen naam. Men duidde het virus daarom simpelweg aan als ‘nieuw coronavirus’, in het Engels een ‘novel coronavirus’. Met het jaartal van ontdekking erbij werd dit afgekort tot 2019-nCoV of nCoV-2019.
Een informele aanduiding in de eerste wetenschappelijke publicaties van Chinese onderzoekers was het “Wuhan seafood market pneumonia virus” of “Wuhan-Hu-1 virus”, naar de stad waar het virus voor het eerst opdook.
Massamedia verwezen in de weken daarna ook regelmatig naar de naam van de stad waar de epidemie was uitgebroken: ‘het coronavirus uit Wuhan’, het ‘Wuhan-coronavirus’ of het ‘Wuhan-virus’.
Op 11 februari 2020 maakte de Wereldgezondheidsorganisatie (WHO) bekend dat de ziekte die het virus veroorzaakt de naam COVID-19 zou krijgen, een afkorting van coronavirus disease (coronavirusziekte) met het jaartal van ontdekking.
Directeur-generaal Tedros Adhanom Ghebreyesus van de WHO zei dat er een naam nodig was die niet zou verwijzen naar een bepaalde geografische plek, een dier of een groep mensen. Ook moest de naam uitspreekbaar zijn.
Dezelfde dag stelde de Coronavirussenwerkgroep van het International Committee on Taxonomy of Viruses (ICTV) voor om voor het virus zelf voortaan de naam ‘severe acute respiratory syndrome coronavirus 2’ te gebruiken, afgekort ‘SARS-CoV-2’, vanwege de gelijkenissen met het SARS-virus dat officieel dezelfde naam draagt, maar dan zonder het volgnummer 2. Beide virustypen zijn ingedeeld bij de soort Severe acute respiratory syndrome-related coronavirus (SARS-gerelateerd coronavirus).
Dit idee kreeg kritiek van Chinese virologen omdat sommige andere virussen sterker overeenkomen met het SARS-virus en toch een eigen naam hebben en omdat de ziekte COVID-19 op verschillende punten afwijkt van de ziekte Severe Acute Respiratory Syndrome (SARS). De nieuwe virusnaam zou dus verwarring veroorzaken en mogelijk zelfs paniek. Als alternatief stelden zij human coronavirus 2019 (menselijk coronavirus 2019) met de afkorting HCoV-19 voor.
Om dezelfde reden koos de WHO in publiekscommunicatie voor omschrijvingen als “the virus responsible for COVID-19” of “the COVID-19 virus” (het virus verantwoordelijk voor COVID-19 respectievelijk het COVID-19-virus) en geeft daarbij aan dat deze omschrijvingen niet zijn bedoeld ter vervanging van de officiële naam SARS-CoV-2.
Bij de bovenstaande controverses bleef het niet: in de Verenigde Staten werd de naam van het virus onderdeel van een politiek steekspel.
President Trump noemde het virus in maart herhaaldelijk “het Chinese virus” wat hem op brede kritiek kwam te staan, omdat het zou leiden tot stigmatisering, toenemend racisme en zelfs fysiek geweld gericht tegen Chinezen en andere mensen van Aziatische herkomst in de VS. Een medewerker van het Witte Huis sprak zelfs van de “Kung Flu”. Later gebruikte Trump dat woord zelf ook tijdens een partijbijeenkomst in Oklahoma. Trump noemde zijn woordkeuze een verdediging tegen desinformatie uit China als zou het Amerikaanse leger achter de uitbraak zitten. Ook verwees hij naar andere virussen die jaren eerder wél een geografische naam hadden gekregen zoals het Westnijlvirus en het Ebolavirus.

## Epidemiologie
De eerste uitbraak van het virus werd halverwege december 2019 gesignaleerd in de Chinese miljoenenstad Wuhan. Veel van de eerste besmettingen zijn gerelateerd aan de wet market aldaar. Het virus verspreidde zich vervolgens via besmette reizigers naar andere provincies van China en naar andere landen.
De veronderstelde eerste patiënt (patiënt zero) kreeg ziekteverschijnselen op 1 december 2019. Op 12 december 2019 werd zeer waarschijnlijk de eerste patiënt in het Wuhan Central Hospital opgenomen.
Op 24 december 2019 nam longarts Su Zhao in het Central Hospital in Wuhan, de hoofdstad van de Chinese provincie Hubei een longslijmmonster af bij een 65-jarige man die met een ernstige longontsteking op de IC was opgenomen en hij stuurde het naar het genoombedrijf Vision Medicals in Guangzhou. Met metagenomic next generation sequencing werd op 26 december 2019 vastgesteld dat het een coronavirus betrof. Op 27 december 2019 werd de analyse herhaald en was het virusgenoom nagenoeg compleet. Het bleek om een nog niet bekend coronavirus te gaan.
Lili Ren, een viroloog aan het Institute of Pathogen Biology in Beijing, dat deel uitmaakt van de Chinese Academie voor Medische Wetenschappen, diende op 28 december 2019 een SARS-CoV-2-genoomsequentie in bij een Amerikaanse GenBank-database. Drie dagen later schreven medewerkers van het National Center for Biotechnology Information (NCBI) van de Amerikaanse National Institutes of Health (NIH) terug met de vraag om meer technische details, maar Ren reageerde nooit. NCBI heeft de reeks vervolgens op 16 januari 2020 verwijderd voordat deze openbaar werd.
Het virus werd voor het eerst gemeld op 30 december 2019 in Wuhan. De eerste patiënten waren vooral bezoekers en werknemers van een wet market in Wuhan. 
Op 3 januari 2020 werd door Chinese officials een zwijgbevel opgelegd aan wetenschappers om informatie over de uitbraak vrij te geven.
Fudan University-viroloog Yong-Zhen Zhang deponeerde zijn sequentie op 5 januari 2020 onder embargo bij GenBank. Op 10 januari 2020 werd de eerste openbare SARS-CoV-2-sequentie gepubliceerd door Yong-Zhen Zhang en evolutiebioloog en viroloog Edward Holmes van de Universiteit van Sydney op de website virological.org. Met deze informatie was op 23 januari 2020 een PCR-test ontworpen, gevalideerd en gepubliceerd, waarmee het nieuwe virus betrouwbaar was te detecteren. Ook vaccinmakers gingen aan de slag.
Op 20 januari 2020 werd in Guangdong bevestigd dat het nieuwe virus zich kan verspreiden door contact tussen mensen. Het aantal bevestigde besmettingen nam in de tweede helft van januari exponentieel toe, met ongeveer wekelijks een vertienvoudiging van het aantal besmettingen. Begin februari verliep de toename ongeveer half zo snel. Volgens deskundigen was het nog te vroeg om aan die trend waarde te hechten. Zo vermoedde de directeur van het virologie-instituut van de Charité dat het Chinese meldsysteem overbelast was en dat daarom het aantal nieuwe infecties minder sterk leek toe te nemen.
Op 30 januari 2020 werd door de Wereldgezondheidsorganisatie een internationale noodtoestand uitgeroepen. Eind januari werd in vele landen een meldingsplicht voor het virus ingevoerd, en op 11 maart werd door de Wereldgezondheidsorganisatie de corona-uitbraak officieel bestempeld tot pandemie.
Volgens een voorlopige schatting van de Wereldgezondheidsorganisatie ligt bij de overdracht van mens tot mens het basaal reproductiegetal R0, een maat voor de besmettelijkheid van het virus, tussen 1,4 en 2,5. Zhao et al. schatten R0 hoger in: tussen 3,3 en 5,5. Het Europees Centrum voor ziektepreventie en -bestrijding schat het R0 op 2,2. Ter vergelijking: de R0 van griep en SARS ligt respectievelijk tussen 2-3 en 2-5.

## SARS-CoV-2 bij dieren
Er zijn enkele gevallen beschreven waarbij dieren besmet waren met SARS-CoV-2, na contact met mensen. Deze dieren tonen overigens niet altijd ziekteverschijnselen. De gevallen betreffen besmettingen bij honden, katten, fretten en nertsen. Er wordt in de Verenigde Staten van uitgegaan dat er geen bewijs is dat gezelschapsdieren bijdragen aan de verspreiding van SARS-CoV-2. In New York zijn tijgers en leeuwen besmet geraakt.
In augustus 2020 bleken in de Verenigde Staten een aantal nertsenfarms besmet te zijn. In Nederland werden in de loop van de zomer van 2020 steeds meer besmettingen op nertsenhouderijen vastgesteld. Alle aanwezige dieren werden daar vervolgens gedood en afgevoerd. Het lijkt erop dat op de bedrijven via nertsen ook mensen zijn besmet. Brabantse overheden stelden voor alle nertsfokkerijen preventief te ruimen. Ook het OMT-Z adviseerde dat. Nertsen blijken een reservoir van het virus te zijn. Het is onduidelijk of loslopende nertsen een rol spelen in de besmettingsketens. Uit onderzoek bleek in september 2020 dat op 16 Nederlandse besmette bedrijven het virus ook voorkwam bij in totaal 66 mensen en elf katten. Uit metingen van luchtmonsters die waren verzameld buiten het terrein van besmette nertsenfarms bleekt dat het virus daarin niet voorkwam. Bij nertsen kunnen besmettingen van mens naar nerts, van nerts naar nerts en van nerts naar mens optreden. In oktober 2020 werd in Deurne een tweede loslopende ontsnapte besmette nerts gevangen. In november 2020 werden alle in Denemarken gehouden nertsen geruimd. Het Deense ministerie van Landbouw beargumenteerde de ruiming met de angst dat in de nertsenpopulatie een virus zou kunnen ontstaan waarop de in ontwikkeling zijnde vaccins geen vat zouden kunnen hebben.